# Лаокюла (Ляене-Гар'ю)
Ла́окюла (ест. Laoküla) — село в Естонії, у волості Ляене-Гар'ю повіту Гар'юмаа.

## Населення
Чисельність населення на 31 грудня 2011 року становила 33 особи.

## Історія
З 10 вересня 1992 до 24 жовтня 2017 року село входило до складу волості Кейла.